# Lunkalárga
Lunkalárga románul: Lunca Largă falu Romániában, Erdélyben, Fehér megyében. Közigazgatásilag Alsóaklos községhez tartozik.

## Fekvése
Aranyosronk mellett fekvő település.

## Története
Lunkalárga korábban Aranyosronk (Runc) része volt; 1880-ban kivált belőle; ekkor 221 román lakosa volt. 1910-ben visszakerült, majd 1956-ban ismét kivált 291 lakossal.
1966-ban 271, 1977-ben 206, 1992-ben 116, a 2002-es népszámláláskor pedig 88 román lakosa volt.

## Látnivalók
- 18. századi ortodox fatemplom